# Bécuma Mons
Il Bécuma Mons è una struttura geologica della superficie di Venere.